# Vauriella albigularis
El papamoscas de Negros (Vauriella albigularis) es una especie de ave paseriforme de la familia Muscicapidae endémica de Filipinas.

## Distribución y hábitat
El papamoscas de Negros es autóctono de los bosques tropicales de solo tres islas: Panay, Guimarás y Negros; del subarchipiélago de las Bisayas, aunque es posible que se haya extinguido localmente de la más pequeña de las tres, Guimarás. Está amenazado por la pérdida de hábitat.